# Новая Мельница (Острогожский район)
Но́вая Ме́льница — село в Острогожском районе Воронежской области России.
Входит в состав городского поселения Острогожск.

## История
Основано село в конце XVII века у новой водяной мельницы на реке Тихая Сосна. Входило в состав Острогожского уезда и принадлежало помещикам Тевяшовым. В 1808 году в селе на средства Тевяшовой была построена каменная церковь во имя Иоанна Ветхопещерника. В 1900 году в селе имелись два общественных здания, школа грамоты, пять ветряных мельниц, конная крупорушка, винная лавка.

## Население
| 1859 | 1900  | 1926  | 2000 | 2005 | 2007 | 2010 |
| ---- | ----- | ----- | ---- | ---- | ---- | ---- |
| 755  | ↗1052 | ↗1330 | ↘346 | ↗416 | ↘359 | ↘316 |

## Улицы
| - ул. 1 Мая, - ул. 10-я Пятилетка, - ул. 60 лет Октября, - пер. 60 лет Октября, | - пер. Весенний, - пер. Дачный, - ул. Космонавтов, - ул. Октябрьская. |

## Инфраструктура
В селе действуют крестьянское фермерское хозяйство, средняя школа, фельдшерско-акушерский пункт, почтовое отделение.

## Известные уроженцы
- Савинченко, Наум Васильевич (1900—1982) — советский историк.
- Торубаров, Филипп Иосифович (1904—1974) — советский тракторист, Герой Социалистического Труда.